# Euscelis ulicis
Euscelis ulicis är en insektsart som beskrevs av Ribaut 1952. Euscelis ulicis ingår i släktet Euscelis och familjen dvärgstritar. Inga underarter finns listade i Catalogue of Life.